# Szymon Szewczyk
Szymon Paweł Szewczyk (ur. 21 grudnia 1982 w Szczecinie) – polski koszykarz grający na pozycjach silnego skrzydłowego lub środkowego, wielokrotny reprezentant kraju w kategorii seniorów, a także w kategoriach juniorskich (do lat 18 i 20). Trzykrotny uczestnik turniejów finałowych koszykarskich mistrzostw Europy. W 2003 został wybrany w drafcie NBA, jednak nigdy nie wystąpił w tych rozgrywkach. Po zakończeniu kariery sportowej – samorządowiec.

## Życiorys
Karierę seniorską rozpoczął od występów w SKK Szczecin, w barwach którego w sezonie 1998/1999 debiutował w Polskiej Lidze Koszykówki. Od kolejnego sezonu został podstawowym zawodnikiem SKK – w sezonie 1999/2000 zdobywał średnio po 12,7 punktu, 5,2 zbiórki i 1,5 bloku na mecz, a w następnych rozgrywkach przeciętnie po 15,9 punktu, 8,4 punktu i 2 bloki na mecz. W szczecińskiej drużynie grał do końca sezonu 2000/2001, rozgrywając w tym czasie w sumie 54 mecze w najwyższej klasie rozgrywkowej. W sezonie 2000/2001 został najlepszym blokującym ligi polskiej. W sezonie 2001/2002 występował w grającej wówczas na drugim poziomie rozgrywkowym Polpharmie Starogard Gdański, w której w 35 spotkaniach ligowych zdobywał średnio po 15,7 punktu na mecz.
W sezonie 2002/2003 przeniósł się do ligi niemieckiej, gdzie reprezentował barwy klubu Energie Brunszwik. W 35 meczach ligowych zdobywał przeciętnie po 12,7 punktu i 6,7 zbiórki, a jego klub przegrał w półfinale fazy play-off z Albą Berlin 2:3, mimo prowadzenia w serii do trzech wygranych 2:1.
W 2003 roku Szewczyk zgłosił się do udziału w drafcie NBA. Został wybrany z numerem 35 przez Milwaukee Bucks, jednak w późniejszych latach nigdy nie zadebiutował w NBA i nie podpisał kontraktu z tym klubem, choć kilkukrotnie występował w rozgrywkach Ligi Letniej. W lipcu 2013 roku w ramach trójstronnego transferu między Bucks, Minnesotą Timberwolves i Oklahomą City Thunder Bucks przekazali do Thunder pochodzące z draftu z 2003 roku prawo pierwszeństwa do zatrudnienia Szewczyka w ramach rozgrywek NBA (w transferze tym ponadto do Bucks przeszedł Luke Ridnour i późniejszy wybór w drugiej rundzie draftu w 2014 roku, a do Timberwolves Kevin Martin).
Reprezentował również barwy Alby Berlin i Olimpiji Lublana. W sezonie 2006/07 występował we Włoszech w drużynie Scafati Basket. W latach 2007–2009 grał w lidze rosyjskiej w barwach Lokomotiwu Rostow. W sezonie 2009/10 przeniósł się z powrotem do Włoch, podpisując kontrakt z drużyną Air Avellino, w której występował do końca sezonu 2010/11. Od 2011 do 2013 roku grał w Umanie Wenecja, w sezonie 2013/2014 w Virtusie Roma, a w sezonie 2014/2015 w AZS Koszalin.
W sierpniu 2015 roku podpisał roczny kontrakt z klubem Stelmet BC Zielona Góra. 23 września 2016 roku został zawodnikiem BM Slam Stali Ostrów Wielkopolski. 21 sierpnia 2017 ogłoszony dostał angaż w Anwilu Włocławek.
17 listopada 2020 zawarł umowę z GTK Gliwice. 1 lipca 2021 dołączył po raz kolejny w karierze do Anwilu Włocławek. 
Szymon Szewczyk jest synem Mirosława Szewczyka, byłego koszykarza grającego na pozycji rozgrywającego, który w latach 1976–1996 występował w Pogoni i SKK Szczecin, występując w 131 meczach najwyższej klasy rozgrywkowej.
W wyborach samorządowych w 2024 r. został radnym Włocławka startując z listy Koalicyjnego Komitetu Wyborczego Lewicy.

## Osiągnięcia
Stan na 10 czerwca 2023, na podstawie, o ile nie zaznaczono inaczej.

### Drużynowe
- Mistrz:
  - FIBA Europe Cup (2023)[19][20]
  - Słowenii (2006)[21]
  - Polski (2016[22], 2018[23], 2019[24])
  - Polski juniorów starszych (2002)
- Brązowy medalista mistrzostw Polski (2017[25], 2020, 2022[26])
- 3. miejsce w niemieckiej Bundeslidze (2003–2005)
- Zdobywca:
  - Pucharu:
    - Słowenii (2006)[21]
    - Polski (2020)[27]

  - Superpucharu:
    - Słowenii (2005)[21]
    - Polski (2015[28], 2017[29], 2019[30])
- Finalista:
  - Pucharu Polski (2016)[31]
  - Superpucharu Polski (2018)[32]

### Indywidualne
- MVP:
  - Superpucharu Polski (2019)[33]
  - kolejki EBL (12 – 2021/2022)[34]
- Największy postęp PLK (2000 według Gazety)[35]
- Najlepszy młody zawodnik PLK U–20 (2000 według Gazety)[35]
- Debiutant roku ligi niemieckiej (2003)
- Lider PLK w blokach (2001)
- Zaliczony do I składu kolejki EBL (12 – 2021/2022)[36]

### Reprezentacja
- Uczestnik:
  - mistrzostw Europy (2007 – 13. miejsce, 2009 – 9. miejsce, 2011 – 17. miejsce)[21]
  - kwalifikacji do Eurobasketu:
    - 2014, 2016
    - U–20 (2002)
    - U–18 (2000)